# الذبوب الاسفل (حزم العدين)

تعديل مصدري - تعديل

الذبوب الاسفل محلة تابعة لقرية القصيع، التابعة لعزلة الابعون بمديرية حزم العدين إحدى مديريات محافظة إب في الجمهورية اليمنية.، بلغ تعداد سكانها 34 حسب تعداد اليمن لعام 2004.